# Gazdag Tibor (kézilabdázó)
Gazdag Tibor (Orosháza, 1991. augusztus 7. –) magyar válogatott kézilabdázó, a Nagykanizsai Izzó SE játékosa.

## Pályafutása
Gazdag Tibor Tiszavasváriban kezdett kézilabdázni, majd középiskolai tanulmányai miatt váltott csapatot, és a PLER KC-ban folytatta pályafutását. Itt kapott először lehetőséget a felnőtt csapatban 2009-ben. 2011-ben igazolt az NB1-be feljutó Gyöngyösi KK-ba. Két szezont töltött itt, mindkétszer 6. helyen végeztek a bajnokságban. 2013 óta a Csurgói KK játékosa, amellyel 2013–2014-es szezonban az EHF-kupa csoportkörébe jutott. 2016-tól edzőként részt vesz a Csurgói KK utánpótlás-nevelésében. Játékosként 2018-tól a másodosztályú Nagykanizsai Izzó SE játékosa lett.
A válogatottban először 2014. december 23-án lépett pályára az Egyiptom elleni felkészülési mérkőzésen, világeseményen először a 2016-os Európa-bajnokságon lehetett a csapat tagja.